# Solandra
Solandra és un gènere de plantes amb flors de la subfamília nightshade, a la família de les solanàcies. Porta el nom del naturalista suec Daniel Solander.
Les plantes enfiladisses que conté es coneixen comunament com a plantes enfiladisses de calze i són natives del Carib, Mèxic i Amèrica del Sud. Tenen flors molt grans i fullatge brillant. També s'anomenen Copa d'Or.
Solandra grandiflora va ser utilitzada antigament, i probablement encara ho és, pels huichols de Mèxic i altres tribus de la regió on es coneix amb el nom de "kieli" o "kieri" amb algunes evidències arqueològiques que recolzen la teoria que el seu ús com a al·lucinogen és anterior que el del peiot (Lophophora williamsii). Es fa un te de les branques i sobretot amb les arrels, i els fruits s'utilitzen per embriagar-se en les tradicions autòctones. Els alcaloides presents inclouen atropina, noratropina, hiosciamina i tropina amb aproximadament un 0,15% de contingut global a les fulles.
Les espècies que es reconeixen són deu.

## Taxonomia
- Solandra boliviana
- Solandra brachycalyx
- Solandra brevicalyx
- Solandra grandiflora (sin. Solandra nitida)
- Solandra guerrerensis
- Solandra guttata
- Solandra longiflora
- Solandra maxima
- Solandra nizandensis
- Solandra paraensis